# تي. كي. راما راو
تي. كي. راما راو (بالإنجليزية: T. K. Rama Rao)‏ (7 أكتوبر 1929 في الهند - 10 نوفمبر 1988، بنغالور في الهند)؛ روائي هندي.